# Avgörelseteologi
Avgörelseteologi är en teologisk lära som förekommer framför allt i evangelikala och karismatiska sammanhang. Enligt avgörelseteologin måste en människa för att nå frälsning göra ett medvetet val eller ställningstagande, då hon "tar emot Jesus". Exakt hur detta går till kan variera, men en vanlig form är att göra detta genom en bön.
Avgörelseteologin har kritiserats av vissa kristna, som till exempel kalvinisterna som menar att det inte existerar någon fri vilja och att man därför inte ens kan välja det rätta. Ur ett annat perspektiv kritiseras den av katolikerna och de ortodoxa som menar visserligen menar att man kan välja men anser att detta är en process och inte en enskild händelse.